# Byron (Illinois)
Byron es una ciudad ubicada en el condado de Ogle en el estado estadounidense de Illinois. En el Censo de 2010 tenía una población de 3753 habitantes y una densidad poblacional de 405,55 personas por km².

## Geografía
Byron se encuentra ubicada en las coordenadas 42°7′38″N 89°15′46″O / 42.12722, -89.26278. Según la Oficina del Censo de los Estados Unidos, Byron tiene una superficie total de 9.25 km², de la cual 9.25 km² corresponden a tierra firme y (0.06%) 0.01 km² es agua.

## Demografía
Según el censo de 2010, había 3753 personas residiendo en Byron. La densidad de población era de 405,55 hab./km². De los 3753 habitantes, Byron estaba compuesto por el 96.32% blancos, el 0.91% eran afroamericanos, el 0.11% eran amerindios, el 0.51% eran asiáticos, el 0% eran isleños del Pacífico, el 0.56% eran de otras razas y el 1.6% pertenecían a dos o más razas. Del total de la población el 2.85% eran hispanos o latinos de cualquier raza.